# Estación de Hospital (comuna)
Estación de Hospital, o simplemente Hospital, fue una de las comunas que integró el antiguo departamento de Maipo, en la provincia de O’Higgins.
En 1907, de acuerdo al censo de ese año, la comuna tenía una población de 5735 habitantes. Su territorio fue organizado por decreto del 27 de abril de 1894, con el territorio de las subdelegaciones 7.° Hospital, 8.° Paine, 9.° El Escorial y 10.° El Tránsito.

## Historia
La comuna de Hospital fue creada por decreto del 27 de abril de 1894, con el territorio de las subdelegaciones 7.° Hospital, 8.° Paine, 9.° El Escorial y 10.° El Tránsito. Por decreto del 27 de abril de 1894, se determinó que "el territorio municipal número 91, compuesto de las subdelegaciones 7.° Hospital, 8.° Paine, 9.° El Escorial, y 10.° El Tránsito, del departamento de Maipo, se denominará Estación de Hospital".
El Decreto Ley N.º 803 del 22 de diciembre de 1925 estipula que su territorio comprende las Subdelegaciones 6.° Aculeo y 7.° Hospital.
Esta comuna fue suprimida mediante el Decreto con Fuerza de Ley N.º 8.583 del 30 de diciembre de 1927, dictado por el presidente Carlos Ibáñez del Campo como parte de una reforma político-administrativa, anexando su territorio a la comuna de Paine. La supresión se hizo efectiva a contar del 1 de febrero de 1928.